# Dronning Alexandrine
Alexandrine af Mecklenburg-Schwerin (24. december 1879 – 28. december 1952) var dronning af Danmark fra 1912 til 1947 som ægtefælle til Christian 10. Hun var også dronning af Island fra 1918 til 1944.
Hun var datter af storhertug Frederik Frans 3. og storhertuginde Anastasia af Mecklenburg-Schwerin. Hun tilbragte en forholdsvis omflakkende opvækst, hvor hun tilbragte somrene i Mecklenburg og resten af året i Sydfrankrig. Hun giftede sig i 1898 med Prins Christian af Danmark, den senere kong Christian 10.
I 1912 døde hendes svigerfar, kong Frederik 8., og hendes mand besteg tronen som Christian 10., mens Alexandrine blev dronning. Som dronning var hun engageret i velgørenhed og musik og var protektrice for flere institutioner. Skønt hun beskrives som bly og ikke brød sig synderligt om offentlige fremtrædender, siges hun at have haft en skarp intelligens. Trods sin tyske baggrund stod hun fast ved sin ægtefælles side ved tyskernes besættelse af Danmark 1940-1945 under 2. verdenskrig.
Christian 10. døde i 1947. Efter kongens død tilbragte hun i sine sidste år meget af tiden på Marselisborg Slot, hvortil hun inviterede københavnske skolebørn på ferieophold. Hun døde i 1952.

## Biografi

### Tidlige liv

#### Fødsel og familie
Hertuginde Alexandrine af Mecklenburg-Schwerin blev født juleaftensdag i 1879 i byen Schwerin, hovedstaden i storhertugdømmet Mecklenburg-Schwerin i det nordlige Tyskland, der siden 1871 havde været en af delstaterne i det Tyske Kejserrige. Hendes far var arvestorhertug Frederik Frans, der var ældste søn af og arving til den regerende storhertug Frederik Frans 2.. Hendes mor var den russiskfødte storfyrstinde Anastasia Mikhailovna af Rusland, der var barnebarn af zar Nikolaj 1. af Rusland. Alexandrine var forældrenes første barn og blev født elleve måneder efter sine forældres bryllup i Sankt Petersborg. Hun kom til verden i Neustädtisches Palais i Schwerin, der på dette tidspunkt var forældrenes residens i byen. Hun blev døbt med navnene Alexandrine Auguste og var opkaldt efter sin oldemor Storhertuginde Alexandrine og farmor Storhertuginde Auguste. I familien blev hun kaldt Adini.
Hertuginde Alexandrine havde to yngre søskende: Frederik Frans, der i 1897 efterfulgte deres far som storhertug af Mecklenburg-Schwerin, og Cecilie, der i 1906 blev gift med kronprins Wilhelm af Tyskland, ældste søn af kejser Wilhelm 2. af Tyskland. Gennem sin far var hun desuden kusine til den senere regerende dronning Juliana af Nederlandene, mens hun gennem sin mor var kusine til prinsesse Irina Aleksandrovna af Rusland, der blev gift med fyrst Felix Jusupov, der deltog i mordet på Grigorij Rasputin i 1916.

#### Opvækst
Hertuginde Alexandrine voksede op med sine søskende på slottet i Schwerin og på storhertugfamiliens residenser slottet i Ludwigslust og jagtslottet Gelbensande, kun få kilometer fra Østersøens kyst. Hun tilbragte også regelmæssigt tid i sin mors hjemland i Rusland.
Alexandrine modtog en grundig uddannelse, hvor hun udover tysk og russisk, hendes forældres modersmål, lærte at tale fransk og engelsk meget godt. Alexandrine var meget musikalsk og blev en fremragende pianist. Sport spillede også en stor rolle i hendes opvækst, og hun dyrkede blandt andet tennis, golf, roning og sejlsport.
Storhertug Frederik Frans havde et skrøbeligt helbred og led fra en tidlig alder af eksem, astma og åndedrætsbesvær. Han trivedes dårligt i det våde, fugtige og kolde nordeuropæiske klima i Mecklenburg, og han og hans familie opholdt sig derfor i store dele af hans regeringstid væk fra Mecklenburg, ved Genevesøen, i Palermo, Baden-Baden og i Cannes i Sydfrankrig, hvor familien besad en stor ejendom, Villa Wenden. Cannes var på det tidspunkt et foretrukkent feriested for europæiske kongelige, hvoraf Alexandrine mødte en del af dem, såsom kejserinde Eugénie af Frankrig og Alexandrines kommende mands onkel, Edvard 7. af Storbritannien.

### Ægteskab

#### Forlovelse og bryllup
Det var også i Cannes, at Alexandrine mødte Prins Christian af Danmark, der var den ældste søn af Kronprins Frederik og Kronprinsesse Louise af Danmark. De to kongelige blev forlovet i Schwerin den 24. marts 1897. Kort efter forlovelsen var indgået, døde storhertugen pludseligt i april 1897 som blot 46-årig. Hans pludselige død er omgærdet med nogen mystik, da det først blev rapporteret, at han havde begået selvmord ved at kaste sig ud fra en bro. Men ifølge den officielle beretning døde han i sin have, da han under et anfald af åndenød faldt ud over en lav mur.
Hertuginde Alexandrine giftede sig som 18-årig med Prins Christian den 26. april 1898 i Cannes. De fik to sønner:
- Prins Frederik (Frederik 9.) den 11. marts 1899
- Prins Knud (Arveprins Knud) den 27. juli 1900.

Christian og Alexandrine fik tildelt Christian 8.s Palæ på Amalienborg som deres residens samt Sorgenfri Slot som sommerresidens. Fra 1899 til 1902 blev Marselisborg Slot ved Aarhus desuden opført som en folkegave til parret. I 1914 opførte Christian 10. endvidere villaen Klitgården ved Skagen.
Den 29. januar 1906 døde hendes mands bedstefar kong Christian 9., og Christians far besteg tronen som kong Frederik 8. Christian blev selv kronprins, og Alexandrine blev kronprinsesse.

### Dronning af Danmark
Den 14. maj 1912 døde hendes svigerfar, Kong Frederik 8., pludseligt i Hamborg i Tyskland, mens han var på vej hjem fra et rekreationsophold i Nice i Sydfrankrig. Hendes mand besteg tronen som Kong Christian 10., og Alexandrine blev dronning. Skønt hun beskrives som bly og ikke brød sig synderligt om offentlige fremtrædender, siges hun at have haft en skarp intelligens.

#### Rejser
Som dronning deltog hun i sin ægtefælles rejser både rundt i Danmark, til Europas hoffer samt til Island, Grønland og Færøerne i 1921 og atter til Island i 1930.

#### Velgørenhed
Som dronning var hun engageret i velgørenhed og musik og var protektrice for flere institutioner, herunder Musikforeningen i København, Den danske Richard Wagnerforening, Det kvindelige velgørende Selskab, flere asyler, Præmieselskabet for Plejemødre, Welanderhjemmene, Smaabørns Vel, Louiseforeningen, Dronning Alexandrines Marinefond samt Vallø Adelige Jomfrukloster.
På initiativ af Dronning Alexandrine oprettedes i 1917 et fond, hvis formål var at yde understøttelse til personel i Søværnet. Nærmere bestemt personel, der i tjenesten havde pådraget sig skade på helbred eller førlighed. Dette fond blev senere lagt sammen med Kong Georg den Førstes Fond under navnet Dronning Alexandrines og Kong Georg den Førstes Marinefond. Fondet uddeler hvert år legatportioner af årets overskud.

#### 2. verdenskrig
Trods sin tyske baggrund stod hun fast ved sin ægtefælles side ved tyskernes besættelse af Danmark 1940-1945 under 2. verdenskrig. Sammen med sin svigerdatter skal hun have ledet kongehusets moralske modstand mod besættelsen, og de skal - i modsætning til deres ægtefæller - ikke have mistet fatningen, da landet pludseligt blev besat.
Da kongen modtog generalmajor Kurt Himer i audiens, sagde hun: "Det er ikke under disse omstændigheder, som jeg håbede på at skulle tage imod en landsmand!", hvilket for offentligheden beviste hendes loyalitet mod Danmark frem for fødestedet. Under besættelsen gjorde hun sig tillige populær ved sit sociale arbejde. Kaj Munk skal have sagt: "Gud beskytte dronningen, den eneste tysker, vi gerne vil beholde!"

### Senere liv
Christian 10. døde i 1947. Efter kongens død foranledigede hendes søn Frederik 9., at hun bevarede titlen dronning og undgik at blive tituleret enkedronning. Hun tilbragte i sine sidste år meget af tiden på Marselisborg Slot, hvortil hun inviterede københavnske skolebørn på ferieophold.

### Død og begravelse
Dronning Alexandrine overlevede sin mand med 5 år og døde 73 år gammel den 28. december 1952 på Sankt Lukas Stiftelsen i Hellerup nord for København. Hun blev gravsat ved siden af sin mand i Det Glücksborgske Kapel i Roskilde Domkirke, den traditionelle gravkirke for de danske konger siden 1400-tallet.

## Eftermæle

### Steder opkaldt efter Dronning Alexandrine
- Dronning Alexandrines Bro (også kaldet Mønbroen), der forbinder Sjælland og Møn over Ulvsund, og som blev indviet i 1943, er opkaldt efter Dronning Alexandrine.

## Titler, prædikater og æresbevisninger

### Titler og prædikater fra fødsel til død
- 1879-1898: Hendes Højhed Hertuginde Alexandrine til Mecklenburg
- 1898-1906: Hendes Kongelige Højhed Prinsesse Alexandrine af Danmark
- 1906-1912: Hendes Kongelige Højhed Kronprinsesse Alexandrine af Danmark
- 1912-1918: Hendes Majestæt Dronning Alexandrine af Danmark
- 1918-1944: Hendes Majestæt Dronning Alexandrine af Danmark og Island
- 1944-1952: Hendes Majestæt Dronning Alexandrine af Danmark

## Galleri
- Hertuginde Alexandrine med sin søster Cecilie
- Prinsesse Alexandrine på familiebesøg i Mecklenburg i starten af 1900-tallet
- Dronning Alexandrine under opførelsen af Klitgården i Skagen i 1913
- Dronning Alexandrine
- Dronning Alexandrine i islandsk folkedragt i 1921
- Dronning Alexandrine

## Eksterne links
- Officiel hjemmeside for Det danske kongehus.
- Dronning Alexandrine på Amalienborgmuseets hjemmeside.

| Alexandrine af Mecklenburg-SchwerinHuset Mecklenburg-SchwerinSidelinje af Huset MecklenburgFødt: 24. december 1879 Død: 28. december 1952 |                               |                                  |
| Kongelige og fyrstelige titler |                               |                                  |
| Foregående: Louise af Sverige-Norge | Dronning af Danmark 1912–1947 | Efterfølgende: Ingrid af Sverige |
| Foregående: Ingen | Dronning af Island 1918–1944  | Efterfølgende: Ingen             |